# نوسوس
نوسوس (ترکی آذربایجانی: Nüsüs) یک منطقهٔ مسکونی در جمهوری آرتساخ است که در استان هادروت واقع شده‌است.

## ریشه واژه
نو همان معنی تازه در فارسی را دارد و سوس اشاره به مکان و نام اصلی روستا دارد.